# 334 Chicago
För andra betydelser, se Chicago (olika betydelser).
334 Chicago eller 1892 L är en stor asteroid i huvudbältet, som upptäcktes den 23 augusti 1892 av den tyske astronomen Max Wolf. Den har fått sitt namn efter staden Chicago.
Asteroiden har en diameter på ungefär 198 kilometer och den tillhör asteroidgruppen Hilda.